# إبروديون
إبروديون هو مبيد للفطريات، ومبيد للديدان. 

## الاستخدام
يُستخدم الإبروديون لمكافحة الفطريات والديدان في المحاصيل التي تتعرض للضرر من جراء الإصابة ببعض أنواع الفطريات، والتي من بينها العفن الرمادي، والعفن البني، وعفن الصليباء وغيرها من الأمراض الفطرية التي تصيب النباتات.  
يستخدم الإبروديون حاليًا لمقاومة الأفات في طائفة متنوعة من المحاصيل مثل محاصيل الفاكهة والخضروات ونباتات وأشجار الزينة والشجيرات والمروج الطبيعية، وهو مبيد فطري تلامسي يمنع إنبات الجراثيم الفطرية، ويمنع نمو الغزل الفطري. 

## لمحة تاريخية
كانت شركة رون-بولينك للكيماويات الزراعية هي من طورت في الأصل مبيد الإبروديون قبل أن يتحول اسم الشركة إلى أفينتيس كروبساينس، ثم تستحوذ عليها شركة باير كروبساينس للأسمدة والكيمياويات في عام 2002، ثم لم تعد هناك أية شركة تملك حقوق ملكية الإبروديون بدءا من عام 2004. باعت شركة باير كروبساينس للأسمدة والكيماويات الإبروديون تحت اسم العلامتين التجاريتين روفرال، وشيبكوغرين  
وفي وقت لاحق، اكتشفت شركة نيفجن إن في للكيماويات، والتي أصبحت بعد ذلك جزءا من شركة سينغنتا، أن الإبروديون يقتل كذلك الديدان الخيطية وقدمت طلبًا لحماية براءة الاختراع لتلك الاستخدامات.

## الوضع القانوني
سُمح بتداول مادة الإبروديون في الأسواق التركية بدءاً من عام 2009 للاستخدام في مقاومة الأفات في محاصيل الطماطم والخيار تحت الاسم التجاري ديفغارد.
وافقت وكالة حماية البيئة الأمريكية في الولايات المتحدة في مايو 2010 على استخدام الإبروديون في إطار للاستخدام في إنتاج الفول السوداني التجاري. وسُمح باستخدام الإبروديون في دول الاتحاد الأوروبي بدءًا من عام 2010، وحتى عام 2017، ولم يجدد الترخيص بالاستخدام بعد عام 2017.